# Roger Holeindre

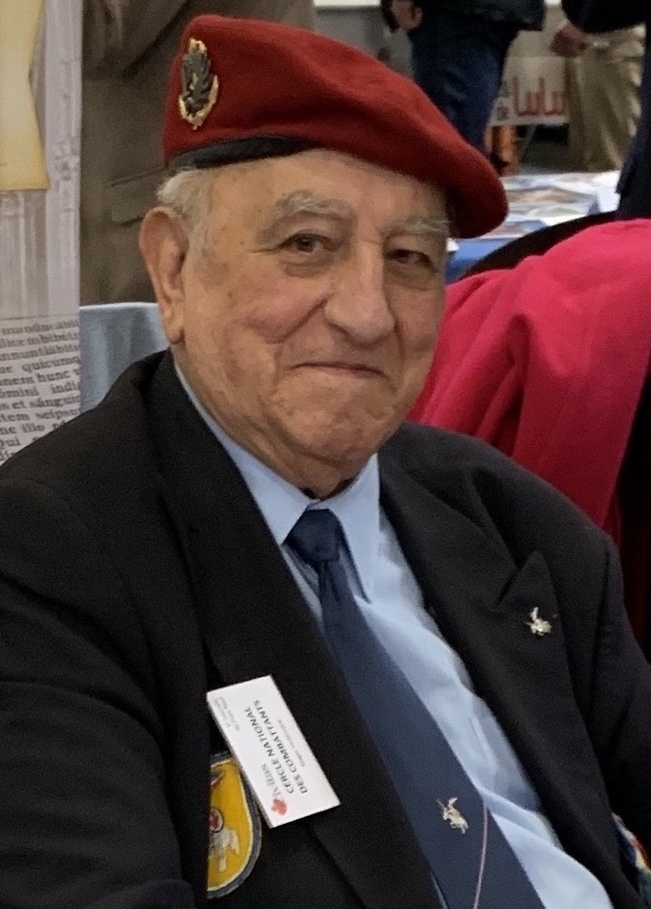
Roger Holeindre (2019)

Roger Holeindre (* 21. März 1929 in Corrano, Korsika; † 30. Januar 2020 in Vaucresson, Hauts-de-Seine) war ein französischer Terrorist und rechtsextremer Politiker. Er war Mitglied der terroristischen Organisation de l’armée secrète (OAS). Nachdem er von den Amnestiegesetzen (1966, 1968) profitiert hatte, war er von 1986 bis 1988 Mitglied der französischen Nationalversammlung.

## Leben und Aktivismus
Holeindre wurde auf Korsika geboren und wuchs in den Departements Vosges und Seine-Saint-Denis auf. Er behauptete 1989, dass er während der deutschen Besatzung Frankreichs zwei deutsche MGs gestohlen hätte, was einen Freund das Leben gekostet habe. Dies ist allerdings nie bestätigt worden, genauso wenig wie eine Kollaboration mit den Deutschen.
Nachdem er als Stahlarbeiter gearbeitet hatte, kämpfte er auf französischer Seite gegen die Unabhängigkeit Indochinas und Algeriens. Nach einer Verwundung am Kopf lebte er in Tebessa (Ostalgerien). Er eröffnete dort ein Jugendzentrum für muslimische Jugendliche.
Er trat der Terrorgruppe Organisation de l’armée secrète (OAS) bei, die den 1962 geschlossenen Vertrag von Evian, der die Unabhängigkeit Algeriens garantierte, ablehnte und mit Gewalt bekämpfte. Holeindre gründete auch die FAF (Front pour l’Algérie Française). Er traf sich während dieser Zeit mit Bruno Gollnisch. Nachdem er eine Haftstrafe wegen seiner Mitgliedschaft in der OAS abgesessen hatte, arbeitete er als Reporter für Paris-Match. Während dieser Zeit stand er in Verbindung mit jungen Mitgliedern der rechtsextremen Bewegung Occident.
Im Januar 1968 gründete Holeindre die Front uni de soutien au Sud-Viêt-Nam, die die US-Truppen in Vietnam unterstützte.
Roger Holeindre trat dem Front national bei, die im Jahre 1972 von Jean-Marie Le Pen und François Brigneau gegründet worden war. Er war stellvertretender Vorsitzender des Bereiches Seine-Saint-Denis in den Jahren 1986–88 und wurde dann Vizepräsident der Partei.
Er saß dem rechtsgerichteten Cercle national des combattants (Nationale Veteranenvereinigung) vor. Er unterstützte Le Pen gegen Bruno Mégrets Versuch, die Kontrolle über die FN zu übernehmen. Die Spaltung der Partei zwischen Mégret und Le Pen am 16. Juli 1997 wurde von Holeindre initiiert. Innerhalb des FN wurde er dem bürgerlichen rechten Block zugerechnet, der sich von den revolutionären Rechten distanzierte. Nachdem Marine Le Pen gegen den von ihm unterstützten Bruno Gollnisch im Januar 2011 zur neuen Parteichefin des FN gewählt worden war, stellte er sich öffentlich gegen den von ihr angestoßenen Kurswechsel hin zu einer sozialstaatlich orientierten Wirtschaftspolitik und zur Bejahung des Laizismus. Schließlich trat er aus dem FN aus und erklärte, Marine Le Pen repräsentiere „in keiner Weise die Werte“, die er immer verteidigt habe. Im Sommer 2011 trat er dem rechtsextremen Parti de la France von Carl Lang bei, wurde 2012 Mitglied von dessen Parteivorstand und war ab 2016 dessen Ehrenvorsitzender.

## Auszeichnungen
- Militärmedaille (Frankreich)
- Croix de guerre des Théâtres d'opérations extérieurs
- Croix de la Valeur militaire
- Croix du combattant
- Médaille d'Outre-Mer
- Médaille commémorative de la campagne d'Indochine
- Médaille des blessés de guerre

## Bibliographie
- Roger Holeindre, A Tous ceux qui n’ont rien compris, Robert Laffont, 1989, ISBN 978-2-221-05888-6. Quellen
- Erwan Lecoeur, Dictionnaire de l’extrême-droite, Larousse 2007, ISBN 978-2-03-582622-0